# Allée Baltard
L'allée Baltard est une voie du 1er arrondissement de Paris, en France.

## Situation et accès
L'allée Baltard est une voie publique située dans le 1er arrondissement de Paris. Elle débute allée André-Breton et se termine rue de Viarmes.

## Origine du nom

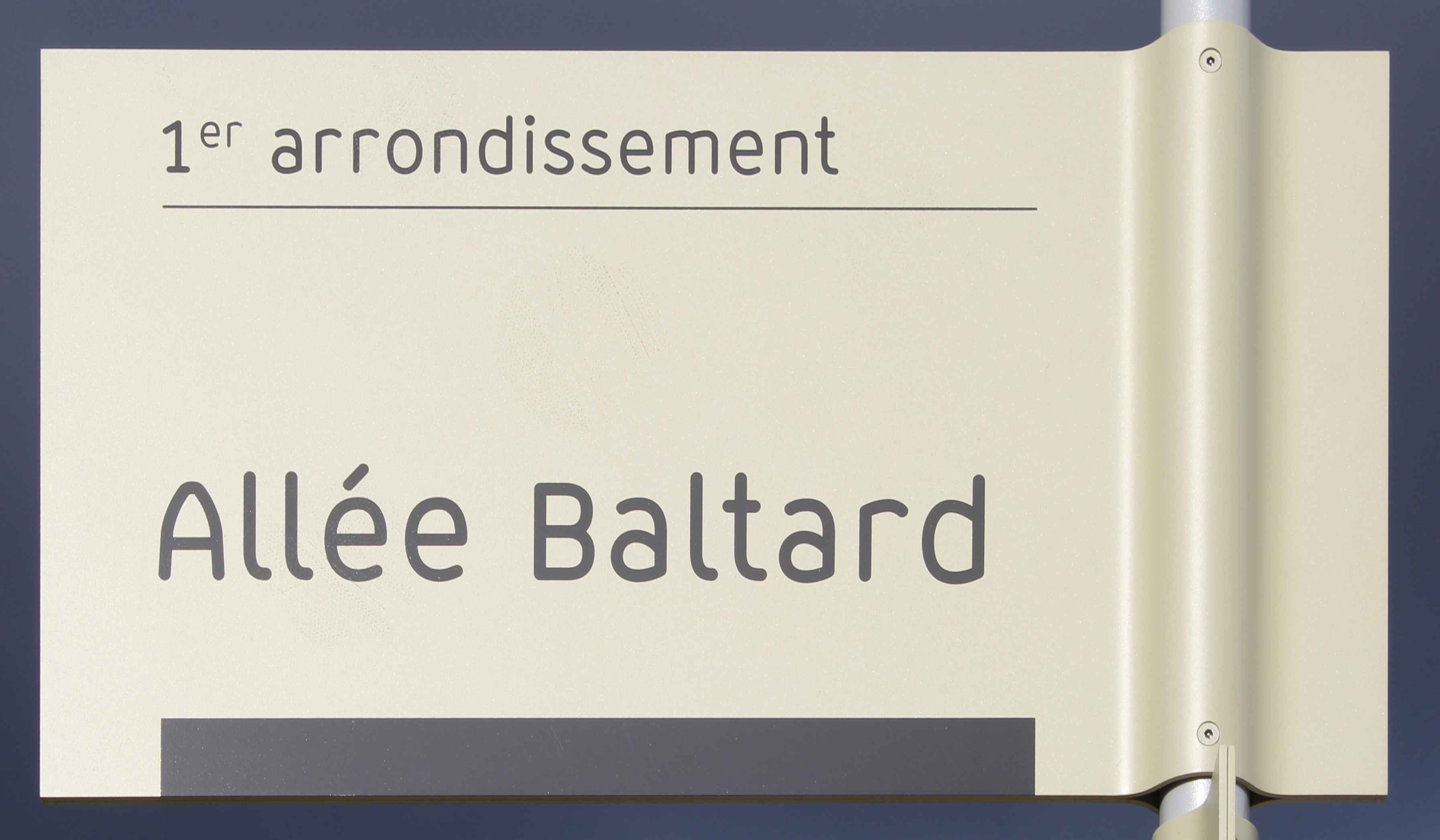
Plaque de l'allée.

Elle porte le nom des pavillons situés sur l'emplacement actuel de la voie.

## Historique
Cette voie, créée dans le cadre de l'aménagement du secteur des Halles et qui avait été provisoirement dénommée « voie AB/1 », prend le nom d'« allée Blaise-Cendrars » le 28 août 1985. À la suite du réaménagement des Halles, cette voie prend son nom actuel.
Elle fait partie d’un ensemble d'allées dédiées à des écrivains

## Pour approfondir